# Silene markamensis
Silene markamensis är en nejlikväxtart som beskrevs av Li Hua Zhou. Silene markamensis ingår i släktet glimmar, och familjen nejlikväxter. Inga underarter finns listade i Catalogue of Life.